# Jim Marsh
James Marsh, detto Jim (26 aprile 1946 – Contea di Multnomah, 12 agosto 2019), è stato un cestista statunitense, professionista nella NBA.

## Carriera
Venne selezionato dai Seattle SuperSonics all'undicesimo giro del Draft NBA 1968 (136ª scelta assoluta).